# Lawrence Stamping Company
Lawrence Stamping Company war ein US-amerikanischer Hersteller von Automobilen.

## Unternehmensgeschichte
Das Unternehmen wurde 1915 in Toledo in Ohio gegründet. Im Mai 1915 begann die Produktion von Automobilen. Der Markenname lautete Odelot, rückwärts für Toledo. Im gleichen Jahr endete die Produktion.

## Fahrzeuge
Im Angebot stand nur ein Modell. Es hatte einen Vierzylindermotor mit 20 PS Leistung. Das Fahrgestell hatte 244 cm Radstand. Der Aufbau war ein zweisitziger Raceabout ohne Türen. Der Neupreis betrug 450 US-Dollar.
Es gab Pläne für einen Tourenwagen für Januar 1916, die jedoch nicht mehr umgesetzt werden konnten.